# 11B busz (Salgótarján)
A salgótarjáni 11B jelzésű autóbusz a Helyi Autóbusz-állomás és Salgóbánya között közlekedik. A viszonylatot a Volánbusz üzemelteti.

## Története
A járat 1957.február 1-én indult. Kezdetben a helyközi járatok közé tartozott a vonal, amin helyközi autóbuszok közlekedtek, még az 1980-as években is, függetlenül, hogy Salgóbányát 1955-ben csatolták Salgótarjánhoz, illetve hogy szintén ugyanebben az évtizedben lett "számozott" vonal. A járat sokáig nem a helyi járati, hanem a helyközi autóbusz-állomásról indult salgóbányai végállomására, a somoskői, és somoskőújfalui vonalakhoz hasonlóan.
A vonalon a régi helyközi autóbuszok leváltása után megjelentek az Ikarus gyár 266-ai amik a vonal részben helyközi, részben helyi járati mivolta miatt a salgótarjáni helyi járati buszok akkori színezését (paradicsompiros-vaj) viselték.
Hivatalosan 1986.április 1-től tartozik a helyi járati vonalak közé, ekkortól lehetett helyi járati díjszabással igénybe venni az autóbuszokat (ez az akkor 4 forintos menetjegy kétszeresével és összvonalas bérlettel volt lehetséges). Ám az autóbuszok sokáig (kb az 1990-es évek elejéig) még a helyközi autóbusz-állomásról indultak.

## Útvonala
| Salgóbánya felé: | Helyi autóbusz-állomás felé: |
| --- | --- |
| Helyi autóbusz-állomás – Rákóczi út – Füleki út – Somosi út – Ifjúság út (– Bagókői út – Somoskői út – Bagókői út – Ifjúság út) – Medvesi út – Vár út – Salgóbánya | Salgóbánya – Vár út – Medvesi út (– Bagókői út – Somoskői út – Bagókői út – Ifjúság út) – Ifjúság út – Somosi út – Füleki út – Rákóczi út – Helyi autóbusz-állomás |

## Megállóhelyei
| 11B (Helyi autóbusz-állomás (– Somoskő) – Salgóbánya) |                              |          | | |
| Perc (↓) | Megállóhely                  | Perc (↑) | Megállóhelyet érintő járatok                                                                                | Fontosabb létesítmények                                                                                              |
| 0 | Helyi autóbusz-állomás       | 35       | 1, 1U, 2A, 2T, 3, 3C, 4, 5, 6, 7, 7A, 7B, 7C, 8, 9, 11, 11A, 11B, 13, 14, 19, 27A, 36, 46, 58, 63, 63S, 113 | Salgótarján külső Salgótarján helyi autóbusz-állomás                                                                 |
| 2 | Külső-pályaudvar bejárati út | 34       | 1, 1U, 2A, 2T, 3, 3C, 4, 5, 6, 7, 7A, 7B, 7C, 8, 9, 11, 11A, 11B, 13, 14, 19, 27A, 36, 46, 58, 63, 63S, 113 | Salgótarján külső Salgótarján helyi autóbusz-állomás                                                                 |
| 4 | Tűzhelygyár alsó             | 33       | 1, 1U, 2A, 2T, 3C, 5, 6, 7, 7A, 7B, 7C, 8, 11, 11A, 11B, 13, 14, 19, 27A, 36, 46, 58, 63, 63S, 113          | Tűzhelygyár |
| 5 | Tűzhelygyár                  | 32       | 1, 1U, 2A, 2T, 3C, 5, 6, 7, 7A, 7B, 7C, 8, 11, 11A, 11B, 13, 14, 19, 27A, 36, 46, 58, 63, 63S, 113          | Tűzhelygyár, Salgótarjáni Szakképzési Centrum Stromfeld Aurél Gépipari, Építőipari és Informatikai Szakközépiskolája |
| 7 | Megyeháza                    | 30       | 1, 1U, 3C, 5, 6, 7, 7A, 7B, 7C, 8, 9, 11, 11A, 11B, 13, 14, 19, 27A, 36, 46, 58, 63, 63S, 113               | Megyeháza |
| 8 | Bem utca                     | ∫        | 1, 3C, 5, 6, 7, 7A, 7B, 7C, 8, 11, 11A, 11B, 14, 19, 27A, 36, 46, 58, 63, 63S                               | Városháza, Dornyay Béla Múzeum, Apolló Mozi                                                                          |
| 10 | Fő tér                       | 28       | 1, 1U, 6, 7, 7A, 7B, 11, 11A, 11B, 13, 14, 19, 27A, 36, 46, 63, 63S, 113                                    | Salgótarján József Attila Művelődési és Konferencia Központ, Karancs Szálló, dr. Förster Kálmán Emlékpark            |
| 12 | Füleki úti körforgalom       | 26       | 1, 1U, 6, 7, 7A, 7B, 11, 11A, 11B, 13, 14, 19, 27A, 36, 46, 63, 63S, 113                                    | |
| 14 | Szent Lázár Kórház           | 24       | 6, 7, 7A, 7B, 11, 11A, 11B, 19, 27A, 36, 61, 63, 63S, 113                                                   | Nógrád Vármegyei Szent Lázár Kórház                                                                                  |
| 16 | Rendelőintézet               | 22       | 6, 7, 7A, 7B, 11, 11A, 11B, 19, 27A, 36, 61, 63, 63S, 113                                                   | Rendelőintézet |
| 17 | Élelmiszerbolt               | 20       | 6, 11, 11A, 11B, 19, 36, 61, 63, 63S, 113                                                                   | |
| 18 | Béketelep                    | 18       | 6, 11, 11A, 11B, 19, 36, 61, 63, 63S, 113                                                                   | |
| 19 | Beszterce-lakótelep          | 16       | 6, 11, 11A, 11B, 19, 36, 61, 63, 63S, 113                                                                   | |
| A Beszterce-lakótelepi iskolához csak az iskolai előadások napján közlekedő, Salgóbányáról 7:00-kor induló járat tér be                                                                          |                              |          | | |
| ∫ | Beszterce-lakótelepi iskola  | +1       | 11B | |
| 20 | Strandfürdő                  | 15       | 6, 11, 11A, 11B, 19, 36, 61, 63, 63S, 113                                                                   | Városi Strandfürdő, Strandkézilabda pálya                                                                            |
| 21 | Somoskőújfalu, 94. sz őrház  | 14       | 11, 11A, 11B, 19, 113                                                                                       | |
| 22 | Somoskőújfalu, Somosi út 22. | 12       | 11, 11A, 11B, 19, 113                                                                                       | |
| 23 | Somoskőújfalu, vasútállomás  | 11       | 11, 11A, 11B, 19, 113                                                                                       | Somoskőújfalu |
| 24 | Somoskőújfalu, községháza    | 10       | 11, 11A, 11B, 19, 113                                                                                       | |
| Somoskőújfalu országhatárhoz a Helyi autóbusz-állomás felé hétköznap csak az i7:00, 10:00, 15:05, Salgóbánya felé a 10:20, 13:25, i16:00, hétvégén Salgóbánya felé csak a 10:20-as járat tér be. |                              |          | | |
| +1 | Somoskőújfalu, Somosi út     | +3       | 11, 11B, 19, 113                                                                                            | |
| +2 | Somoskőújfalu, országhatár   | +2       | 11, 11B, 19, 113                                                                                            | |
| +3 | Somoskőújfalu, Somosi út     | +1       | 11, 11B, 19, 113                                                                                            | |
| 26 | Somoskőújfalu, Ifjúság útja  | 8        | 11A, 11B, 19                                                                                                | |
| 27 | Somoskőújfalu, Újtelep       | 7        | 11A, 11B, 19                                                                                                | |
| 29 | Somoskői elágazó             | 6        | 11A, 11B, 19                                                                                                | |
| Somoskőbe csak bizonyos járatok térnek be. Részletekért lásd: menetrend |                              |          | | |
| +1 | Somoskő, bejárati út         | +3       | 11A, 11B, 19                                                                                                | |
| +2 | Somoskő, községháza          | +2       | 11A, 11B, 19                                                                                                | |
| +3 | Somoskő, bejárati út         | +1       | 11A, 11B, 19                                                                                                | |
| 31 | Eresztvény                   | 4        | 11B, 19 | |
| 32 | Kőbánya                      | 3        | 11B, 19 | |
| 33 | Kőbánya                      | 2        | 11B, 19 | |
| 34 | Salgói újbánya               | 2        | 11B, 19 | |
| 35 | Salgóbánya, FMSZ             | 0        | 11B, 19 | |

## Közlekedés

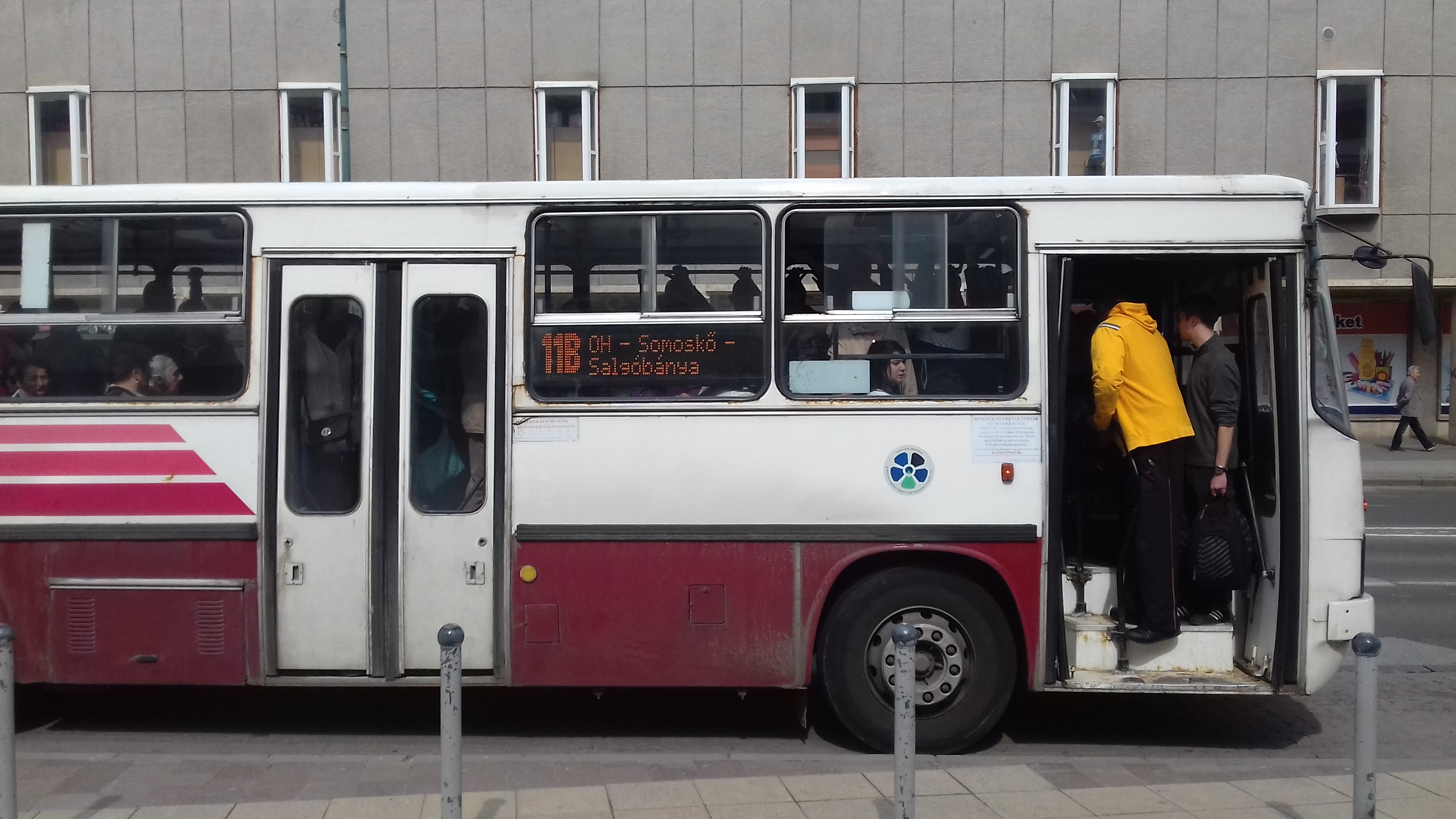
Egy Somoskőűjfalu,országhatárhoz és Somoskőbe betérő 11B a Fő téri buszmegállóban. A képen jól látszik, hogy a járat munkanapi csúcsidőben, a sűrűbb indításszám ellenére is mennyire zsúfolt

A 11B-nek több útvonalváltozata létezik. A legtöbb járat a Helyi autóbusz-állomás – Somoskő – Salgóbánya útvonalon közlekedik, a hétköznapi 19 indulásból 13 (tanszünetben 11) érinti Salgóbánya felé Somoskő, hétvégén a 15-ből pedig 11 járat tér be, míg a Helyi autóbusz-állomás felé hétköznap a 16-ból csak 2 (tanszünetben 1), hétvégén pedig a 15-ből 3 járat tér be Somoskőbe.
Somoskőújfalu országhatárhoz, hétköznap Salgóbánya felé 3 (tanszünetbe 2), hétvégén 1, a Helyi autóbusz-állomás felé hétköznap 2 járat tér be. Általában az országhatárhoz betérő járatok a Salgóbánya felé Somoskőbe is betérő járatok. Ezen járatokról részletesebben a menetrendben lehet tájékozódni.
Iskolaidőben Salgóbányáról 7:00-kor induló járat Somoskő, és Somoskőújfalu országhatár mellett betér a Beszterce-lakótelepi általános iskolához is.
A 11B busz az egyik legforgalmasabb, és legtöbb indulással bíró buszjáratnak számít Salgótarjánban a 63-63S járatpáros mellett. A járatokon lévő zsúfoltságot nem csak a szóló buszokon lévő kevesebb férőhely növeli, hanem hogy bizonyos időszakokban ez az egyetlen járat amely összekapcsolja a városközpontot, és a fontosabb közintézményeket Somoskőújfaluval, Somoskővel és Salgóbányával, illetve, hogy a Beszterce-lakótelepre közlekedők is elég gyakran igénybe veszik. A járatok elég nagy része - főleg csúcsidőben - teljes kihasználtsággal közlekedik a frekventáltabb szakaszain. Az elmúlt években születtek próbálkozások, a járat sűrítése illetve a városközpont–Beszterce-lakótelep–Somoskőújfalu szakaszon új párhuzamos járat indítása, a csúcsidei zsúfoltság csökkentésére (pl. a 113-as busz), azonban az elmúlt években lezajlott járatritkítások miatt elég sok ilyen járat szűnt meg.

## Turisztikai jelentősége
Salgótarján északi városrészei turisztikai jelentőséggel bírnak, ezért a vonal turistaforgalma is említésre méltó. A járat somoskői megállóiból könnyen elérhetjük a szlovákiai oldalon fekvő Somoskői várat, a vár alatt található bazaltorgonát és kőtengert, valamint a vár előtt, a még magyar oldalon lévő Petőfi-kunyhót, illetve a vadasparkot is. A Somoskő, községháza és az eresztvényi megálló között, nagyjából légvonalban húzódó Petőfi-sétányon is végigjárhatnak a túrázni vágyók. Az eresztvényi megálló közvetlen közelében található a Novohrad-Nógrád Geopark látogatóközpontja.
A buszjárat salgóbányai végállomásáról, egy kisebb túra után elérhető a Salgói vár illetve a Boszorkánykő. Szintén a végállomástól pár perces sétára található a Geocsodák háza, de a salgóbányai buszvégállomásról induló túrautak bármelyikén végigmehetnek a természet szerelmesei, amelyeken akár még a Medvesre is el lehet jutni.

## Külső hivatkozások
- Valós idejű utastájékoztatás Archiválva 2018. augusztus 21-i dátummal a Wayback Machine-ben